# 離別之歌
《離別之歌》（日語：わかれうた），又譯《分手歌》，是日本創作歌手中島美雪的第五張單曲，於1977年9月10日由佳音唱片發行。截至2007年，本單曲總銷量突破百萬。

## 介紹
憑藉本單曲，中島首次獲得了Oricon單曲榜第一名。在同年10月針對民謠歌曲的調查中，本單曲排名第8位，銷量已達到72萬張。之後，中島在連續4個年代中都獲得過Oricon單曲榜第一名。
在本單曲大熱的時候，中島曾在富士電視台《夜之金曲舞台》演唱《離別之歌》和《薊花姑娘的搖籃曲》。1978年1月19日播出的TBS《The Best Ten》第一集中，中島的《離別之歌》排名第4位，但她拒絕了出演。
1991年，中島美雪在《夜會》第3部《邯鄲》中，以唱卡拉OK的失戀女形象演唱了《離別之歌》和《擅長孤獨》。
2022年11月28日，本單曲由山葉音樂傳播以7英吋單曲盤的形式數位音樂下載配信。

## 收錄
- 全詞曲：中島美雪

1. 離別之歌 (日语：わかれうた)
編曲：福井峻、吉野金次
2. 在月台上 (日语：ホームにて)
編曲：福井峻

## 商業搭配
| # | 歌曲     | 合作                                                    | 来源  |
| - | -------- | ------------------------------------------------------- | ----- |
| 1 | 離別之歌 | 短篇電影《離別之歌》插入歌                              | [ 6 ] |
| 2 | 在月台上 | 富士電視台電視劇《来自北国》第3集插入歌                 |       |
| 2 | 在月台上 | JR東日本「回家的車票」 CM曲                             |       |
| 2 | 在月台上 | TBS電台《安住紳一郎的星期日天國》在年末播出已成爲慣例。 |       |

## 翻唱
離別之歌
- 研直子 (1978年專輯《NAOKO VS MIYUKI》)
- 齊藤慶子 (1982年專輯《慶子、物之思念...》)
- 柏原芳惠 (1983年專輯《明明是春天》)
- 朱明瑛 (1983年，國語填詞)
- Mi-Ke (1992年專輯《難忘的民謠・白色2白色珊瑚礁》)
- 伍代夏子 (1994年專輯《伍代夏子熱門全曲集'95~夏子之戀~》、2008年精選《演歌的力量 - SONG IS LIFE 70's-》)
- 高山嚴 (2000年專輯《Super Best》)
- 德永英明 (2007年專輯《VOCALIST 3》)
- 加藤登紀子 (2008年專輯《SONGS 歌曲在街上流淌》)
- 庄野真代 (2008年專輯《Reminiscence》)
- 平井堅 & 草野正宗 (2009年專輯《Ken's Bar II》)
- 布施明 (2009年專輯《Ballade II》)
- 桑田佳祐 (2013年舉辦的「ACT Against AIDS 2013 昭和八十八年度！第二回獨自红白歌合战」。收錄於2014年3月12日發售的同名BD/DVD中)
- 門倉有希 (2015年單曲《反復無常女的戀心》)
- 荒牧陽子 (2019年專輯《Respect! ~我唱昭和時代的歌就是這種感覺！~》)
- 坂本冬美 (2021年專輯《Love Emotion》)
- 工藤靜香 (2025年專輯《Love Paradox》)

在月台上
- 槇原敬之 (1998年專輯《Listen To The Music 3》)
- 門倉有希 (2004年專輯《Prism IV~J-Revival~》)
- MARICO (2012年專輯《Sansarra》)
- 高畑充希 feat. KOBUDO- 古武道 - (2015年1月4日播出的MBS·TBS《新春劇特別企畫 我的家》主題曲)
- 矢野真 (2016年專輯《歌緣 -中島美雪 RESPECT LIVE 2015-》)
- 半崎美子 (2020年專輯《歌弁 COVER》)
- 工藤靜香 (2021年專輯《青之炎》)

## 腳註

### 備註
1. ↑  除本單曲外，還有1980年代的《惡女》、1990年代的《天空與你之間/加油!》《流浪者之歌》、2000年代的《地上之星／车前灯·车尾灯》
2. ↑  當時，她穿著黑色連衣裙、赤著腳、彈著吉他。
3. ↑  此集的第3位是她為櫻田淳子寫的提供曲《幸福戲劇》。這首歌還獲得了第19回日本唱片大赏的提名，但并未獲得大賞。(根據本次大賞的小冊子，《幸福戲劇》雖然入選了第一輪的25首候選歌曲，但未能入選第二輪的候補曲·Best 10。[5])
4. ↑  有趣的是，《離別之歌》的最後一句和《擅長孤獨》的第一句剛好無縫過渡。

## 外部連結
- 中島美雪官方網站的介紹頁面
  - 離別之歌